# Rummel & Rabalder: I snarkofagens skugga
Rummel & Rabalder: I snarkofagens skugga är ett svenskt datorspel från 2001 och producerat av Utero Digital Media AB.
Spelet är en fristående uppföljare till spelet Rummel & Rabalder: Dr. Franks mask.
Till skillnad från tidigare spel i serien hade detta spel äventyrsrunda i full 3D då man gick runt i full 3D-vy och hade uppdrag. Hinderbanorna var en aktiv 3D-rendering och om man kraschade på ett hinder så gick man automatiskt förbi hindret. Spelet hade inga systematiska varierande kraschscener utan visade en kort och enkel text när Rummel och Rabalder kraschade. Spelet hade en bana där de red på motorer istället för att sitta på en hängmatta. Man ska även som vanligt samla på livlinor och ostbågar för poäng.
Släpptes: 2001-06-20 

## Systemkrav för Rummel & Rabalder: Dr. Franks mask
- Windows: 95/98SE/ME/2000/XP/Vista/7
- 266 MHz Processor Pentium II
- 64 MB RAM
- CD-rom eller DVD spelare (4x)
- Ljudkort (sound blaster)
- 8 mb grafik och DirectX 7.0
- 300 mb ledigt utrymme på hårddisk